# Пойк, Герсон
Пойк, Герсон (индон.  Gerson Poyk , 16 июня 1931, Намоделе, о. Роти — 24 февраля 2017, Депок) — индонезийский писатель и журналист, представитель «Поколения-66». Полное имя (индон.  Herson Gubertus Gerson Poyk). Среди друзей Pak Bea (папаша Беа) или Oom Bea (дядюшка Беа). Отец Фанни Дж. Пойк.

## Краткая биография
Закончил в 1956 г. христианскую школу учителей в Сурабае. Преподавал в школе на Тернате (1956—1958) и  Биме (1958). В 1962—1970 был журналистом вечерней столичной газеты «Синар Харапан», в 1970—1971 — информационного агентства «Антара». Затем два года занимался по международной писательской программе в Айовском университете (США). В 1982 г. участвовал в литературном семинаре в Индии.

## Литературное творчество
Литературным творчеством начал заниматься в 1950-е гг. Публиковался в журналах «Мимбар Индонесия», «Будая», «Састра», «Хорисон». В 1960-70-е гг. стал заметным писателем. Опубликовал более 100 сборников поэзии, рассказов, эссе и повестей. Последний сборник стихов Dari Rote ke Iowa (От Роте до Айовы) был презентован 25 июня 2016 г. в рамках празднования 85-летия писателя.
Первая повесть «Первые дни» опубликована в 1964 г. в журнале «Мимбар Индонезия» и получила высокую оценку известного критика Х. Б. Яссина. Повести «Три сольных концерта», «Жемчужина», опубликованы в 1968 г. Повесть «Учитель», основанная на опыте работы писателя в школе на Тернате, написана в 1971 г. и издана авторитетным джакартским издательством «Пустака Джая» в 1973 г. Среди сборников рассказов: «Матиас Аканкари» (1971), «Качка и любовные письма Александра Раджагугука» (1974), «Ностальгия по Малым Зондским островам» (1976), «Ловушка» (1978), «Под солнцем Бали» (1982), «Малыш-коралл» (1985). Повести конца 1970-х — 1980-х гг.: «Любовные ласки саваны» (1979), «Нить любви» (1982), «Колокольчик» (1982), «Реквием по женщине» (1983), «Жемчужина среди рисового поля» (1984), «Молитва за упокой» (1987), «Мечта Ньомана Суластри и Ганнибал» (1988), «Поти Воло» (1988), «Гроза над страной» (2010).
Произведения писателя переведены на английский, голландский, немецкий, русский, турецкий и японский языки.

## Награды
- Журналистская премия Адинегоро (1965, 1966, 1985, 1986)
- Литературная премия Юго-Восточной Азии (1989)
- Премия газеты «Компас» (Lifetime Achievement Award) за достижения в области литературы (1997)
- Премия индонезийского правительства в области культуры (2011)
- Премия Академии провинции Восточная Нусатенггара (2012)

## Семья
- Жена Агустин Антуанета Саба (с 1960 г.)
- Пятеро детей, в том числе дочьа Фанни Дж. Пойк (писательница и журналистка)

## Память
- Имя писателя носит парк в Купанге (Taman Budaya Gerson Poyk)[5].
- Объединение литераторов провинции Восточная Нусатенггара объявило день рождения писателя Днём литературы этой провинции[6].

## Основные труды
- Hari-Hari Pertama (1968)
- Sang Guru (1971)
- Cumbuan Sabana (1979)
- Giring-Giring (1982)
- Matias Akankari (1975)
- Oleng-Kemoleng & Surat-Surat Cinta Rajagukguk (1975)
- Nostalgia Nusa Tenggara (1976)
- Jerat (1978)
- Di bawah Matahari Bali (1982)
- Requim Untuk Seorang Perempuan (1981)
- Mutiara di Tengah Sawah (1984)
- Impian Nyoman Sulastri (1988) Hanibal (1988)
- Poli Woli (1988)
- Meredam Dendam (2009)
- Negeri Lintasan Petir (2010)
- Keliling Indonesia dari Era Bung Karno sampai SBY (2010)
- Seribu Malam Sunyi: Kumpulan Novelet (2012)
- Nyoman Sulastri: Ketika Kata Hati Begitu Pasti (2012)
- Seribu Malam Sunyi: Di Waktu Malam, Seperti Malam Ini, Aku Hanya Melihat Bintang-Bintang: Kumpulan Novelet (2012)
- Aku Dan Surabaya dan Nakamura (2016)

## Переводы рассказов писателя на русский язык
- Женщина и её дети. Перевод С. Кузнецовой. — Современная индонезийская проза. 70-е годы. Составление и послесловие  В. Брагинского. М.: Радуга, 1988, с. 492—510
- Матиас Аканкари. Перевод Е. Руденко. — Современная индонезийская проза. 70-е годы. Составление и послесловие В. Брагинского. М.: Радуга, 1988, с. 511—517